# Nacaduba nicobaricus
Nacaduba nicobaricus är en fjärilsart som beskrevs av Wood-mason och De Nicéville 1881. Nacaduba nicobaricus ingår i släktet Nacaduba och familjen juvelvingar. Inga underarter finns listade i Catalogue of Life.